# Chania
Chania (gr. Χανιά, tur. Hanya, wł. Canea) – miasto w południowej Grecji, na północno-zachodnim wybrzeżu Krety, w administracji zdecentralizowanej Kreta, w regionie Kreta, w jednostce regionalnej Chania. Siedziba gminy Chania. Zlokalizowane na wybrzeżu Morza Śródziemnego (Morza Kreteńskiego), nad Zatoką Chania. W 2011 r. liczyło 53 910 mieszkańców (drugie pod tym względem miasto wyspy). W latach 1898–1971 główny ośrodek administracyjny Krety.
Miasto zostało założone przez Wenecjan na miejscu starożytnego, istniejącego tu już ok. 3400 p.n.e., minojskiego osiedla Kydonia. Obecnie Chania słynie z atrakcyjnej nabrzeżnej dzielnicy portowej i charakterystycznej zabudowy z czasów weneckich.
W okolicach miasta znajduje się śródziemnomorska baza sił zbrojnych USA oraz port lotniczy im. Daskalojannisa (na półwyspie Akrotiri).

## Historia
- IV tysiąclecie p.n.e. – założenie minojskiej osady Kydonia przez mitycznego Kydona, syna Akalle i boga Hermesa
- 69 p.n.e. – zdobycie przez Rzymian miasta znanego też odtąd jako Cydonia
- XIII wiek – zdobycie i rozbudowa przez Wenecjan miasta przemianowanego na La Canea
- 1537 – zakończenie budowy muru obronnego dla zabezpieczenia przed atakami tureckimi
- 1645 – zdobycie miasta przez Turków
- 1851 – Chania staje się centrum administracyjnym tureckiej Krety
- 1898 – po wyzwoleniu spod rządów osmańskich ogłoszenie stolicą autonomicznego państwa kreteńskiego
- 1913 – wraz z całą wyspą miasto wchodzi w skład państwa greckiego
- 1941 – podczas bitwy o Kretę miasto doznało zniszczeń wskutek bombardowania przez Niemców
- 1971 – Chania utraciła status centrum administracyjnego Krety na rzecz Heraklionu.

## Zabytki i obiekty turystyczne

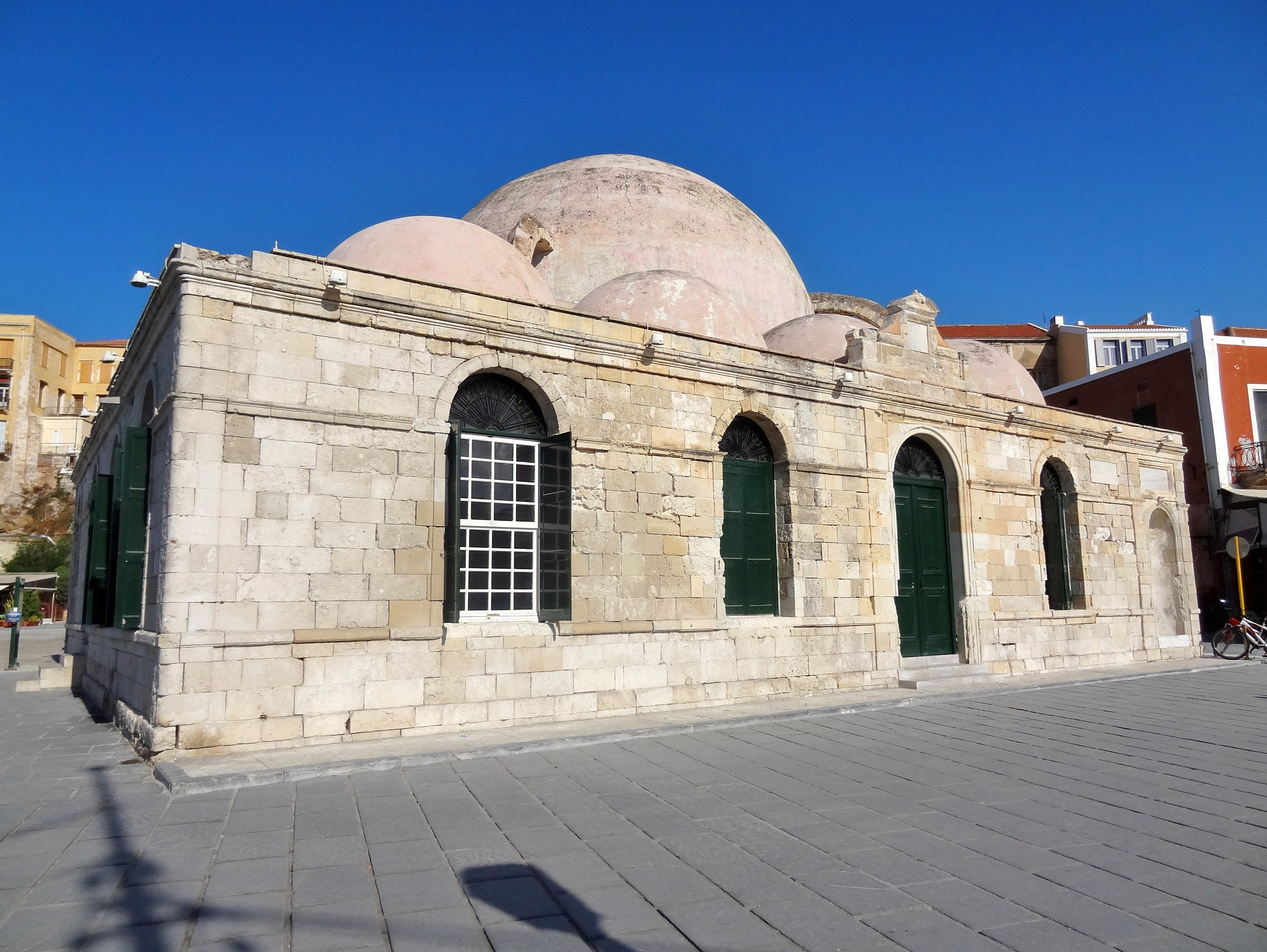
Tzw. meczet Janczarów w porcie

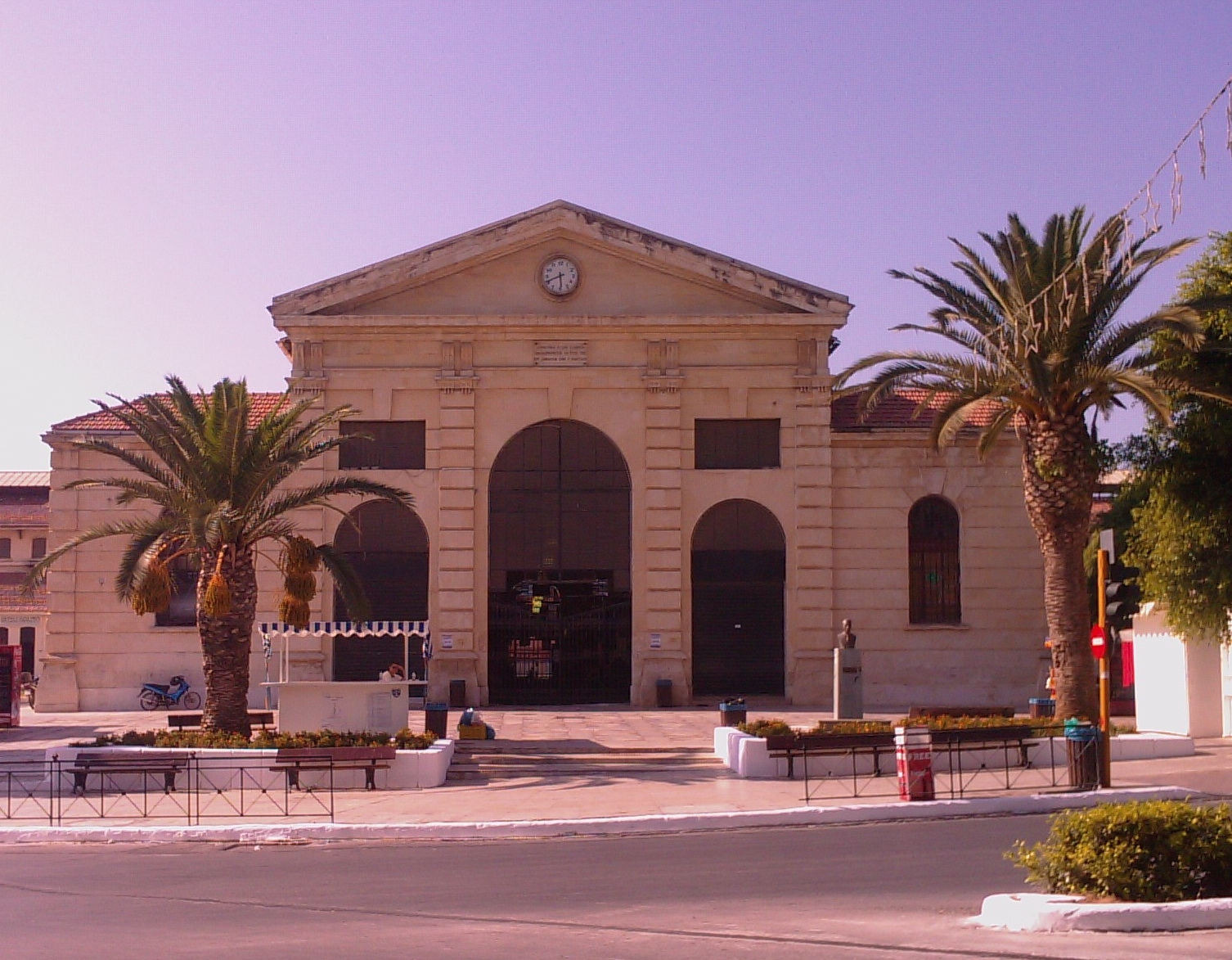
Hala targowa

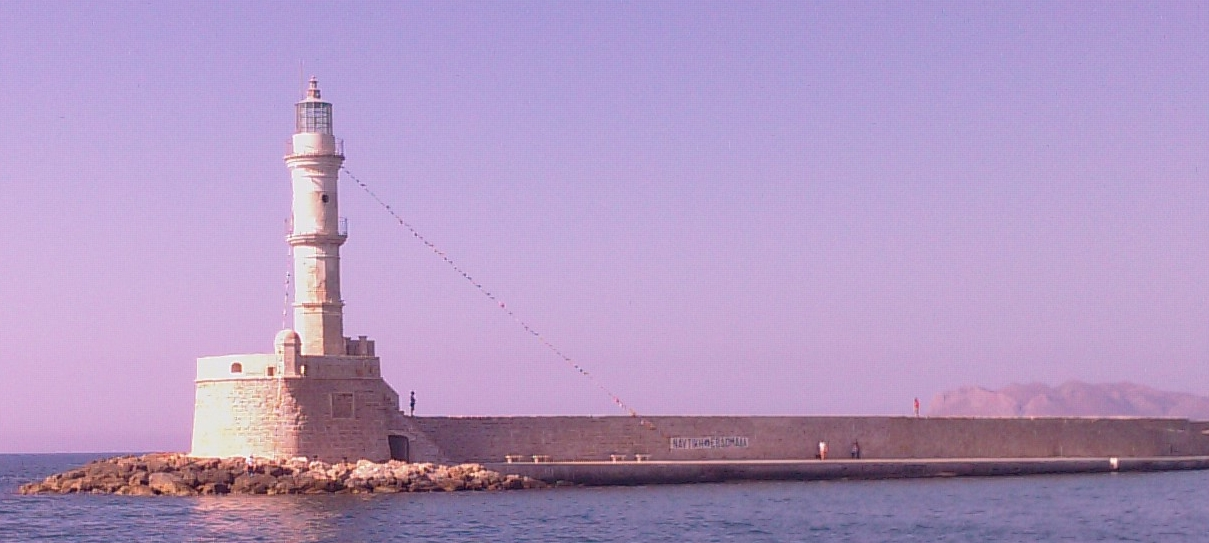
XVI-wieczna latarnia morska, zwana „egipską”

- Port wenecki – z XIV wieku; pod koniec XV w. na jego terenie zbudowano 23 arsenały – sąsiadujące hale z kamienia, z ołowianym pokryciem, wykorzystywane do budowy i przechowywania galer zimą (dotąd zachowało się ich 9); zachowany jest również meczet Janczarów z 1645 r.
- Stare miasto – zespół zabudowań z czasów panowania weneckiego i tureckiego (XIII-XVI wiek) rozciągający się na południe od portu i otoczony fragmentami muru miejskiego wzniesionego przez Wenecjan. Zniszczone w wyniku niemieckich nalotów podczas II wojny światowej, odrestaurowywane ze środków Unii Europejskiej
- Kościół św. Mikołaja (Ajos Nikolaos) we wschodniej części starówki; za okupacji tureckiej zamieniony w meczet, z którego pozostał minaret; po ponownym poświęceniu dobudowano w 1912 r. towarzyszącą dzwonnicę
- Loggia wenecka – zbudowana w stylu renesansowym; aktualnie zachowane jedynie mury zewnętrzne wraz z sentencją pomiędzy oknami środkowego piętra: Nulli parvus est census qui magnus est animus (Nie będzie nisko ceniony ten, kto bogaty duchem)
- Hala targowa (plac Wenizelosa) – wybudowana w 1923 r., wzorowana na hali marsylskiej i uważana za jedną z najpiękniejszych w Grecji (można tam zakupić niemal wszystkie produkty miejscowe)
- Muzeum Archeologiczne (ulica Chalidon 21) – znajduje się w dawnym gotyckim kościele klasztornym św. Franciszka/San Francesco. Ekspozycja muzealna obejmuje prezentowane chronologicznie zabytki od późnego neolitu do czasów rzymskich
- Muzeum Historyczne (ul. Sfakianaki 20) – wystawia zabytki i pamiątki z epok późniejszych, zwłaszcza poświęcone walkom wyzwoleńczym spod okupacji tureckiej oraz postaci E. Wenizelosa – najwybitniejszego obywatela miasta
- Muzeum Folkloru – położone na południe od Muzeum Archeologicznego; wystawia kreteńską sztukę ludową z okresu od XVIII do XX wieku
- Muzeum Morskie – w tzw. bastionie Firka zachodnich weneckich obwarowań portowych; przedstawia eksponaty związane z historią żeglugi (obrazy, dokumenty, modele i elementy wyposażenia) od 1821 r. do dziś
- Park miejski – na obrzeżach miasta, z kawiarnią i kinem plenerowym (w zagrodach na terenie parku żyją dzikie kreteńskie kozy kri-kri, czyli agrimi)
- Na starym mieście w Chanii (pod adresem Tsouderon 40) funkcjonuje Greckie Narodowe Muzeum Piłki Nożnej, w którym można obejrzeć wiele pamiątek piłkarskich (koszulek, piłek, proporczyków, biletów meczowych itp.), związanych przede wszystkim z reprezentacją Grecji. Znajduje się w nim m.in. wierna replika pucharu za tytuł mistrza Europy 2004 oraz oryginalna piłka z meczu finałowego tego turnieju. Wstęp do muzeum jest bezpłatny[3]

## Sławne miejscowe postacie
- Elefterios Wenizelos – jeden z największych mężów stanu nowożytnej Grecji, premier w latach 1910–1920 i 1924, 1928–1932 i 1933
- Konstandinos Manos (1869–1913) – pisarz i polityk z przełomu XIX/XX wieku
- Konstandinos Mitsotakis – polityk (krewny E. Wenizelosa), premier w latach 1990–1993, lider i późniejszy honorowy przewodniczący partii Nowa Demokracja
- Christos Sardzetakis – prezydent państwa w latach 1985–1990
- Mikis Theodorakis – znany kompozytor XX wieku, autor cenionej muzyki filmowej, zaangażowany w działalność społeczną i polityczną
- Nana Muschuri – piosenkarka, europosłanka w latach 1994–1999

## Miasta partnerskie
- Wellington
- Żylina